# Randhav
Randhav har typisk to betydninger.
I oceanografi er et randhav et delvist lukket hav som grænser op til et ocean på havoverfladen, mens det er afgrænset af undersøiske højderygge på havbunden.
I geopolitik er et randhav lig med territorialfarvand. Defineringen af territorielt farvand er vigtig af hensyn til efterforskningen og udvindingen af naturressourcer.

## Randhave i Verden
Randhave i Ishavet:
- Barentshavet
- Beauforthavet
- Chukchihavet (adskilt af Wrangel-øen)
- Karahavet[4]
- Laptevhavet (adskilt af Severnaya Zemlya og New Siberian Islands)[5]

Randhave i Atlanterhavet:
- Argentinske Hav
- Østersøen[3]
- Caribiske Hav[3]
- Engelske Kanal
- Mexicanske Golf
- Hudson Bay[1]
- Irske Hav (adskilt af Irland)[3]
- Middelhavet[3]
- Nordsøen (adskilt af Storbritannien)[3]
- Norskehavet (adskilt af Island, Færøerne, Shetlandsøerne); og Grønlandske Hav[3]
- Skotske Hav (adskilt af Falklandsøerne, Sydgeorgien og South Sandwich Islands)
- Sommetider defineres Ishavet som et randhav i Atlanterhavet.[3][6]

Randhave i Indiske Ocean:
- Andamanhavet (adskilt af Andaman-øerne og Nicobarerne).[7]
- Arabiske Hav
- Bengalske Bugt
- Javahavet (adskilt af Greater Sunda Islands)
- Persiske Golf[3]
- Rødehavet[3]
- Zanjhavet (en historisk enhed ved den sydøstafrikanske kyst og inklusiv Mascarene-øerne)

Randhave i Middelhavet:
- Adriaterhavet
- Græske Hav
- Alboran Sea
- Balearic Sea
- Sortehavet[3]
- Kretahavet
- Ioniske Hav
- Ligurian Hav
- Myrtoan Hav
- Thracian Hav
- Tyrrhenian Hav

Randhave i Sortehavet:
- Azovhavet

Randhave i Stillehavet:
- Beringshavet (adskilt af Aleutian Islands)
- Celebeshavet[3]
- Koralhavet (adskilt af Solomon-øerne og Vanuatu).[3]
- Østkinesiske Hav (adskilt af Ryukyu-øerne)
- Filippinske Hav (adskilt af Ogasawara-øerne, Marianerne og Palau)
- Chilehavet (adskilt af Chiloé-øen, Chile)
- Japanske Hav (adskilt af Japan)[3]
- Okhotske Hav (adskilt af Kurilerne og Kamchatka)
- Sydkinesiske Hav (adskilt af Filippinerne)[3]
- Suluhavet[3]
- Tasmanske Hav (mellem Australien og New Zealand)
- Gule Hav (adskilt af Korea)[1]

Randhave i Sydlige Ishav:
- Skotske Hav

Caribiske Hav defineres sommetider som et randhav, sommetider som et indhav.